# Ferdinand Mang

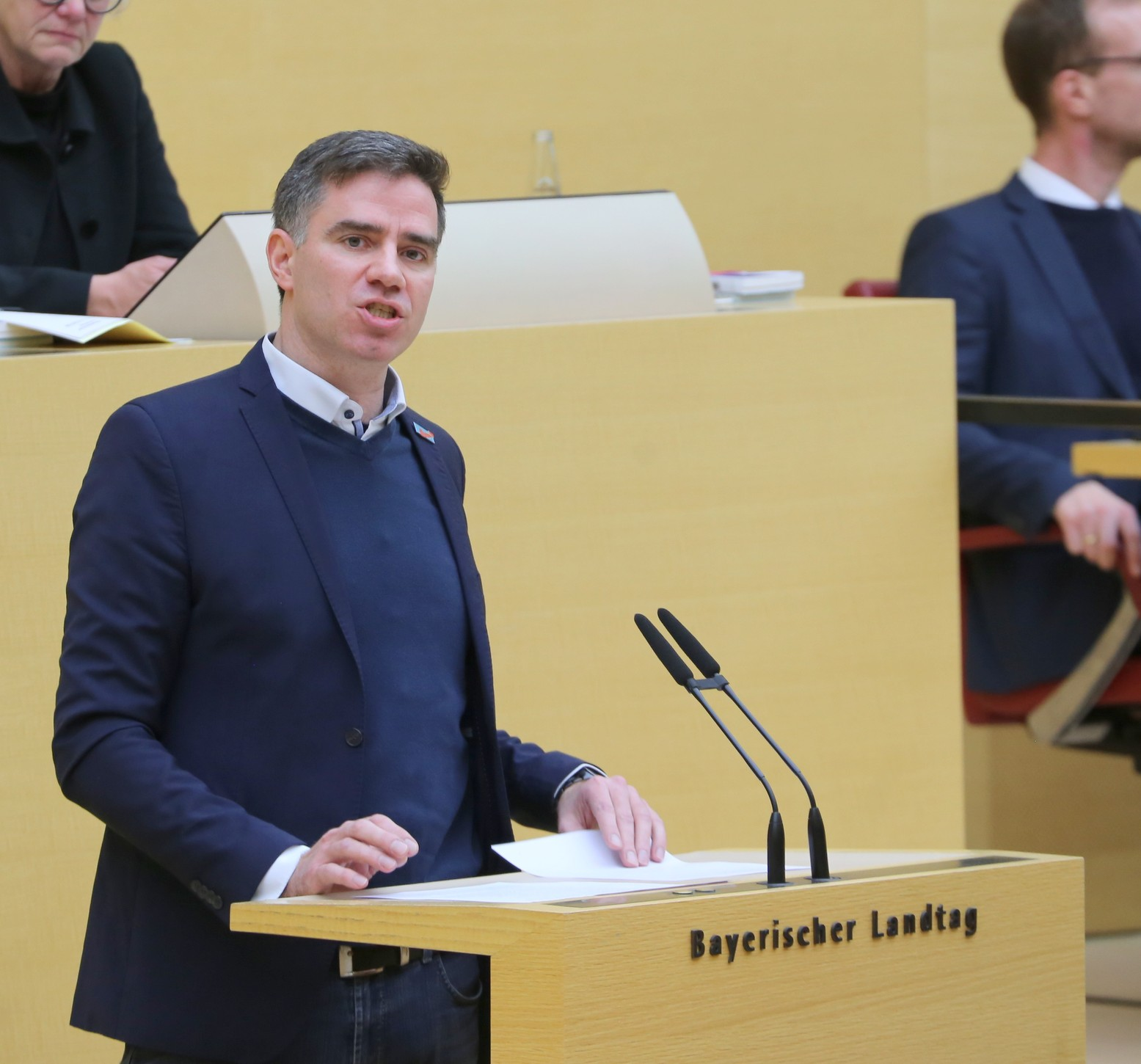
Ferdinand Mang (2022)

Ferdinand Mang (* 11. August 1978 in Nürnberg) ist ein deutscher Politiker (seit 2017 AfD, zuvor CSU) und Rechtsanwalt. Seit November 2018 ist er Mitglied des bayerischen Landtags.

## Leben
Mang bestand im Jahr 2000 die Prüfungen zum Abitur am Gabrieli-Gymnasium Eichstätt, Es schloss sich ein Studium der Rechtswissenschaften an der LMU München an, das er 2010 mit dem ersten Staatsexamen beendete. Während des Studiums wurde Mang Mitglied der Münchener Burschenschaft Franco-Bavaria. Nach dem Rechtsreferendariat am OLG München bestand Mang auch das zweite juristische Staatsexamen und ist seitdem als Rechtsanwalt in Schwabach tätig.
Mang ist geschieden und Vater von drei Kindern.

## Politik
Von 1994 bis 2017 war Mang Mitglied der CSU und in dieser als Kreisdelegierter sowie von 2015 bis 2017 als stellvertretender Ortsvorsitzender Ortsverband Allersberg aktiv. Im Jahr 2017 wurde Mang Mitglied der bayerischen AfD. Bei der bayerischen Landtagswahl 2018 kandidierte er als Stimmkreisabgeordneter im Stimmkreis Roth und auf Listenplatz 4 der AfD in Mittelfranken. Er zog als Abgeordneter in den Bayerischen Landtag ein. Ebenso wurde er in den mittelfränkischen Bezirkstag gewählt. Er trat dieses Mandat aber nicht an, da er zum stellvertretenden Parlamentarischen Geschäftsführer der bayerischen AfD-Fraktion gewählt wurde. Bei der Landtagswahl 2023 zog er erneut in den Landtag ein.